# Ada Jonathová
Ada E. Jonathová (hebrejsky: עדה יונת, Ada Jonat, někdy psána i Yonathová, * 22. června 1939, Jeruzalém) je izraelská profesorka, odbornice na krystalografii, mezi jejíž významné počiny patří výzkum struktury ribozomu. V roce 2009 získala spolu s americkým fyzikem a molekulárním biologem indického původu Venkatramanem Ramakrishnanem a americkým biofyzikem a biochemikem Thomasem A. Steitzem Nobelovu cenu za chemii za objasnění struktury a funkce ribozomu. Všichni tři vědci použili nezávisle metodu rentgenové krystalografie. Jonathová se stala historicky první izraelskou ženskou laureátkou Nobelovy ceny a teprve čtvrtou ženou, která získala Nobelovu cenu za chemii. Její poznatky jsou klíčové pro vývoj nových antibiotik.
Za svůj výzkum získala Ada Jonathová řadu cen, včetně Wolfovy ceny za chemii v roce 2006 či Izraelskou cenu za chemii v roce 2002.

## Mládí a studia
Ada Jonathová (rozená Lifshitzová) se narodila v roce 1939 v jeruzalémské čtvrti Geula. Její rodiče, Hillel a Ester Lifshitzovi. byli sionističtí Židé, kteří imigrovali do mandátní Palestiny z Polska ještě před založením Izraele. Její děda byl rabín. Rodina se usadila v Jeruzalémě, kde založila obchod s potravinami. Krátce na to však zjistili, že je obtížné se uživit. Díky tomu žili ve stísněných čtvrtích společně s několika dalšími rodinami a malá Ada neměla v dětství ani žádné knihy. Navzdory chudobě ji rodiče poslali do školy v lepší čtvrti Bejt ha-Kerem, aby jí zajistili kvalitní vzdělání. Když jí v 11 letech zemřel otec, rodina se přestěhovala do Tel Avivu. Ada nastoupila na střední školu Tichon Chadaš, přestože jí matka nemohla platit za studium. Na něj si Ada přivydělávala doučováním matematiky. Když byla mladá, tak pro ní byla vzorem polsko-francouzská vědkyně Marie Curie-Skłodowská. Po absolvování střední školy se vrátila studovat do Jeruzaléma, kde absolvovala Hebrejskou univerzitu. Tam získala titul bakaláře z chemie (1962) a magistra z biochemie (1964). V roce 1968 získala titul Ph.D. z rentgenové krystalografie na Weizmannově institutu věd.

## Vědecká kariéra
Životně důležité funkce organismu jsou řízeny velkými, složitými bílkovinnými molekulami, které se vytvářejí v buněčných ribozomech. Tam se genetická informace z messengerové RNA překládá do řetězců aminokyselin, z nichž se pak vytvářejí bílkoviny. V 70. letech 20. století zahájila Ada Jonathová projekt, který v roce 2000 vyvrcholil úspěšným zmapováním prostorové struktury ribozomů pomocí rentgenové krystalografie. Její práce měla zásadní význam pro vývoj nových antibiotik. V roce 2009 obdržela spolu s Venkatramanem Ramakrishnanem a Thomasem A. Steitzem Nobelovu cenu za chemii za studium struktury a funkce ribozomu.

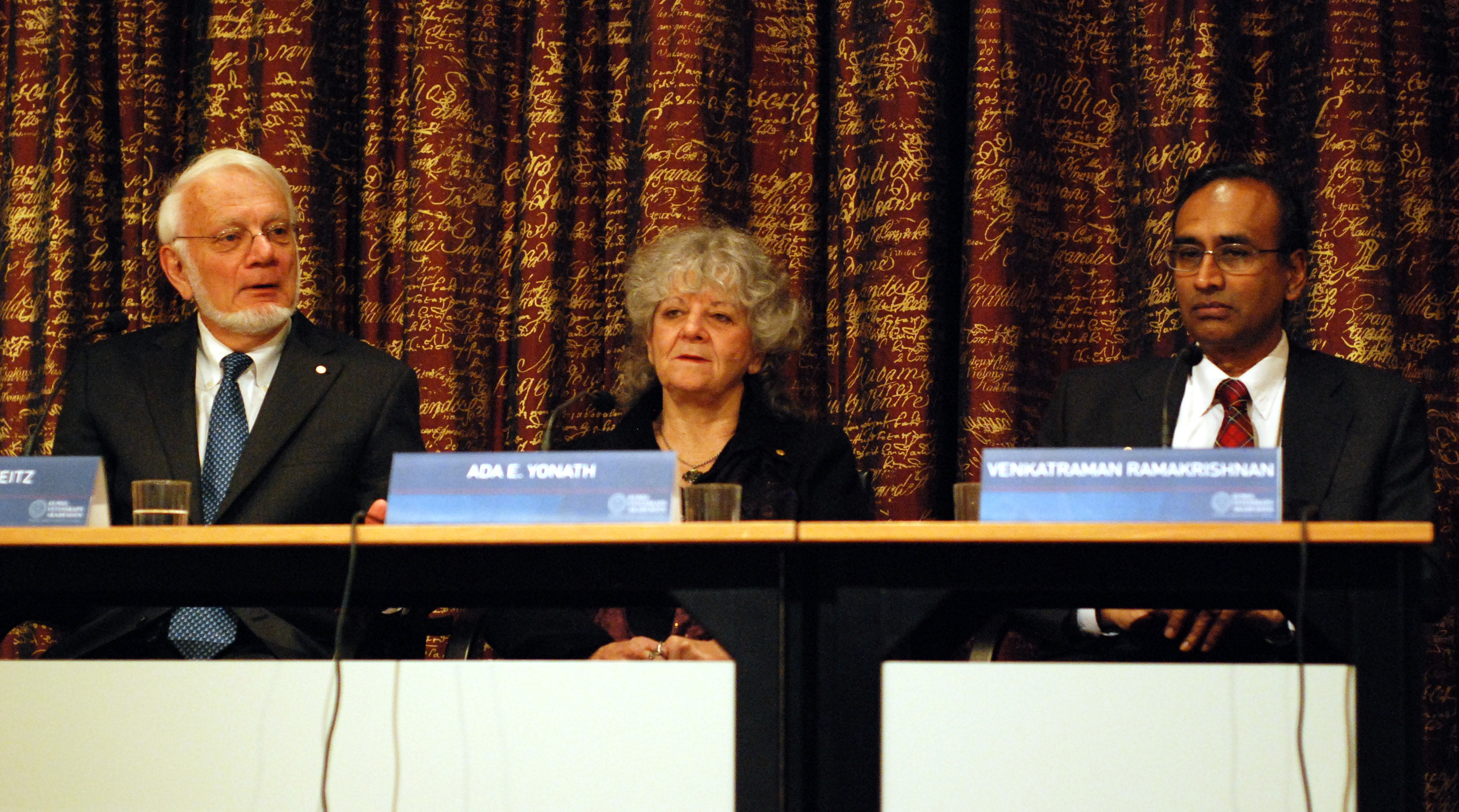
Tisková konference k udělení Nobelovy ceny za rok 2009

Po působení jako postdoktorandka na Carnegie Mellon University v Pittsburghu (1969) nastoupila Jonathová  jako postdoktorandka na katedru chemie Massachusettského technologického institutu (MIT, 1970). Během postdoktorského studia na MIT strávila nějaký čas v laboratoři pozdějšího nositele Nobelovy ceny za chemii za roku 1976 Williama N. Lipscomba mladšího a začala zkoumat strukturu ribozomů pomocí rentgenové krystalografie a stala se průkopnicí vývoje nových přístupů ke studiu strukturních charakteristik velkých komplexních molekul. Za normálních okolností se ke zmapování struktury molekuly používá rentgenová krystalografie. Ale vzhledem k velikosti molekuly, nedostatku vnitřní symetrie a nestabilitě ribozomu vědci předpokládali, že krystalizace se v tomto případě nedá použít a považovali Jonathovou za snílka nebo blázna, protože se o to pokoušela.
V roce 1970 založila první laboratoř proteinové krystalografie, která byla téměř deset let v Izraeli jedinou laboratoří svého druhu. Poté v letech 1979–1984 vedla spolu s Heinzem-Günterem Wittmannem skupinu pro molekulární genetiku v Ústavu Maxe Plancka v Berlíně. V letech 1977–78 působila jako hostující profesorka na Chicagské univerzitě. Souběžně s výzkumnou činností ve Weizmannově institutu věd vedla výzkumnou jednotku Institutu Maxe Plancka v Deutsches Elektronen-Synchrotron (DESY) v německém Hamburku (1986–2004). K roku 2009 působila jako ředitelka Helen and Milton A. Kimmelman Center for Biomolecular Structure and Assembly Weizmannova institutu.

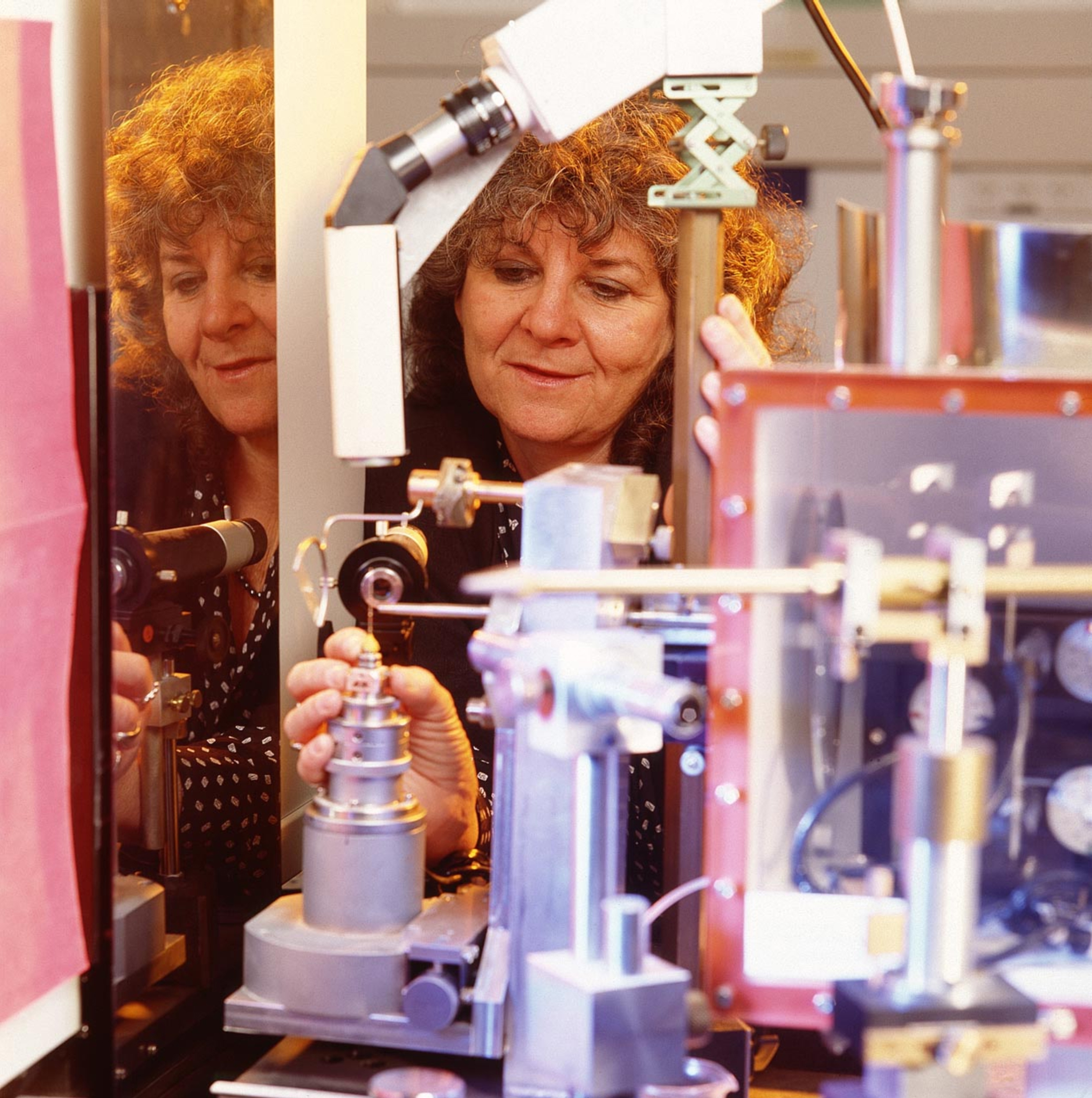
Ada Jonathová ve Weizmannově institutu

Když se po pádu z kola zotavovala z otřesu mozku, přečetla si článek o hibernujících ledních medvědech, který ji přivedl k úvahám o fyzikálních procesech, které umožňují a podporují klidový stav, a vývoji nové techniky známé jako kryokrystalografie. Při použití tradičních technik rentgenové krystalografie dochází k poškození bílkovin zářením. Při kryokrystalografii se krystaly bílkovin před rentgenováním rychle ochladí na -185°C, aby k poškození nedošlo. Tato metoda je nyní standardním výzkumným postupem ve strukturní biologii.
Jonathová a její tým provedli neuvěřitelných 25 000 pokusů, než se jim v roce 1980 podařilo vytvořit první krystaly ribozomu. Jako první určili trojrozměrné uspořádání velké ribozomální podjednotky (ribozomy se skládají z velké a malé podjednotky). Tyto první studie provedli na ribozomech bakterie Bacillus stearothermophilus. Následný výzkum odhalil složitou architekturu ribozomů a identifikoval struktury připomínající tunely, kterými při syntéze bílkovin procházejí nově syntetizované polypeptidové řetězce. V letech 2000 a 2001 Jonathová s týmem spolupracovníků určila kompletní strukturu obou ribozomálních podjednotek a objevila v jinak asymetrickém ribozomu univerzální symetrickou oblast, která je zodpovědná za proces polymerace polypeptidů. 
Kromě toho objasnila mechanismus účinku více než dvaceti různých antibiotik zaměřených na ribozom, mechanismus rezistence vůči lékům a lékové synergie, rozluštila strukturní základ selektivity antibiotik a ukázala, jakou klíčovou roli hraje v klinické využitelnosti a terapeutické účinnosti, a tím otevřela cestu k vývoji nových léků na základě jejich struktury.
Čestný doktorát v oboru chemie Jonathové udělila mimo jiné Univerzita v Hamburku, v roce 2014 Technická univerzita v Berlíně a v roce 2017 Mendelova univerzita v Brně.

## Osobní život
Ada Jonathová má dceru Chagit, která se narodila v polovině jejího doktorského studia. Když byla dcera malá, pracovala Jonathová v laboratoři na noční směny a později, v době postdoktorského studia, chodila do mateřské školy. Chagit Jonathová vystudovala medicínu a je lékařkou v Šeba Medical Center. Ada má v rodině i vnučku No'u.